# Giuseppe Maria Mazzetti
Giuseppe Maria Mazzetti OCarm (ursprünglich Giacomo Silvestro Gaetano; * 2. Dezember 1778 in Chieti, Abruzzen; † 14. Juli 1850 in Neapel) war ein italienischer römisch-katholischer Geistlicher und Bischof von Aquino, Sora und Pontecorvo.

## Leben
Er besuchte das Kolleg in Chieti und studierte dann Medizin an der Universität Neapel, bevor er mit dem Ordensnamen Giuseppe Maria in den Karmeliterorden aufgenommen wurde. Am 21. April 1807 erlangte er den akademischen Grad eines Magisters der Theologie. Er war Provinzial und später stellvertretender Generalsuperior seines Ordens. Am 1. Dezember 1817 trat er als Konsultor der Kongregation für Ablässe und die heiligen Reliquien in den Dienst der Kurie. Bis 1836 war er Konsultor verschiedener Kongregationen der Römischen Kurie.
König Ferdinand II. von Neapel schlug ihn am 27. April 1836 als Bischof von Aquino, Sora und Pontecorvo vor, seine Präkonisation erfolgte am 11. Juli desselben Jahres. Die Bischofsweihe spendete ihm am 16. Juli 1836 der Kardinalbischof von Sabina, Carlo Odescalchi; Mitkonsekratoren waren Giovanni Soglia Ceroni, Lateinischer Patriarch von Konstantinopel, und der Vizegerent der Diözese Rom, Erzbischof Antonio Luigi Piatti. Am 13. September 1837 wurde Giuseppe Maria Mazzetti Rektor der Königlichen Universität von Neapel. Nachdem er zum Präsidenten des öffentlichen Erziehungswesens und Staatsrat ernannt worden war, verzichtete er am 5. Februar 1838 auf das Bistum Aquino, Sora und Pontecorvo und wurde am 15. Februar desselben Jahres zum Titularerzbischof von Seleucia in Isauria erhoben. Im Jahr 1848 war er Präsident der Junta der Biblioteca Borbonica.

## Veröffentlichungen
- Elementi di prospettiva lineare. Rom 1830.
- Progetto di riforme pel regolamento della pubblica istruzione. Neapel 1840 und 1841.